# Бад-Шандау
Бад-Шандау (нем. Bad Schandau) — город в Германии, в земле Саксония. Подчинён земельной дирекции Дрезден. Входит в состав района Саксонская Швейцария. Подчиняется управлению Бад Шандау. Население составляет 2844 человека (на 31 декабря 2010 года). Занимает площадь 35,84 км². Официальный код — 14 2 87 020.
Город делится на 4 района. В городе ходит трамвай (рекордно малый город с трамваем). Город состоит из старого городского поселения Шандау (нем. Schandau) и восьми районов: Криппен (нем. Krippen), Нойпоршдорф (нем. Neuposchdorf), Поршдорф (нем. Porschdorf), Постельвиц (нем. Postelwitz), Проссен (нем. Prossen), Шмилка (нем. Schmilka), Острау (нем. Ostrau) и Вальтерсдорф (нем. Waltersdorf)

## География
Бад-Шандау расположен на правом берегу Эльбы непосредственно рядом с национальным парком "Саксонская Швейцария" в Эльбских песчаниковых горах; в городе находится центр национального парка. Первоначальный центр города прилегает к круто поднимающимся песчаниковым скалам на правом, северном берегу Эльбы и частично втискивается в узкую долину Кирницш. Центр города находится на высоте 121,7 м над уровнем моря, а высоты - более 400 м над уровнем моря. Вдоль реки на протяжении нескольких километров проходит наземная трамвайная линия Кирницштальбан (Kirnicshschtalbahn), по которой можно добраться до некоторых районов Нижней Саксонской Швейцарии. Город непосредственно граничит с соседней Чешской Республикой.

## История
В первой половине XIV века немецкие поселенцы приобрели у феодального княжества Хонштайн луга на Эльбе между Ратманнсдорфом (нем. Rathmannsdorf)и Постельвицем (нем. Postelwitz) и основали здесь торговый центр. Впервые Шандау упоминается в документе 1445 года, а в 1467 году, благодаря своему важному расположению в качестве торгового центра на Эльбе, он получил статус города на основании конституции совета. Бад-Шандау стал курортом примерно с 1800 года. В 1877 году город получил постоянную переправу через Эльбу в виде моста Карола. В 1920 году город получил официальное название "курорт", в 1936 году и в 2010 году - "курорт Кнайпа". 13 января 2024 года Бад-Шандау и его районы Криппен (нем. Krippen), Острау (нем. Ostrau) и Шмилька (нем. Schmilka) были удостоены звания "одобренного государством курорта Кнайпа"
В 1953 году в городе был разбит палаточный лагерь Свободной немецкой молодежи (FDJ) для делегатов 4-го Всемирного фестиваля молодежи и студентов в Бухаресте
1 января 2000 года муниципалитеты Бад-Шандау, Поршдорф, Ратманнсдорф и Райнхардтсдорф-Шёна образовали административную общину Бад-Шандау, чтобы иметь возможность вести административные дела совместно, а Бад-Шандау стал административным центром. 1 января 2012 года в состав Бад-Шандау была включена коммуна Поршдорф с районами Нойпоршдорф, Вальтерсдорф и Проссен, причем два города соединяет лишь очень короткий участок границы.
Бад-Шандау сильно пострадал от наводнений на Эльбе в 1845, 2002, 2006 и 2013 годах. 16/17 августа 2002 года уровень паводка составлял 9,78 м над средней водой, 4,28 м над рынком и 3,46 м над церковью. Максимальный уровень был измерен в Шене (нем. Schöna) на отметке 12,04 м (максимальный уровень в Бад-Шандау - 11,88) при скорости течения 4780 м³/с. Максимальный уровень был зафиксирован на 4 см ниже уровня наводнения 1845 года. 3 апреля 2006 года около 23:00 паводок достиг максимального уровня в 6,78 м над средней водой и 1,28 м над рындой. Максимальный уровень воды в Шене (нем. Schöna) составил 8,88 м, скорость течения - 2720 м³/с. Рынок был затоплен при уровне воды в Шене 7,60 м. 6 июня 2013 года наводнение достигло максимального уровня в 8,55 м над средним уровнем воды и 3,05 м над рынком около 15:00. Максимальный уровень в Шёне (нем. Schöna) составил 10,65 метра.

## Города - побратимы
Бад-Шандау имеет побратимские связи со следующими городами:
- Überlingen, Gößweinstein, Fichtenau в ФРГ
- Ческа-Каменице в Чешской Республике
- Лондек-Здруй в Польше.

## Известные жители
- Геринг, Карл Готлиб — саксонский учитель, органист и композитор.
- Карл Генрих Эдмунд фон Берг скончался в Бад-Шандау в  1874

## Фотографии

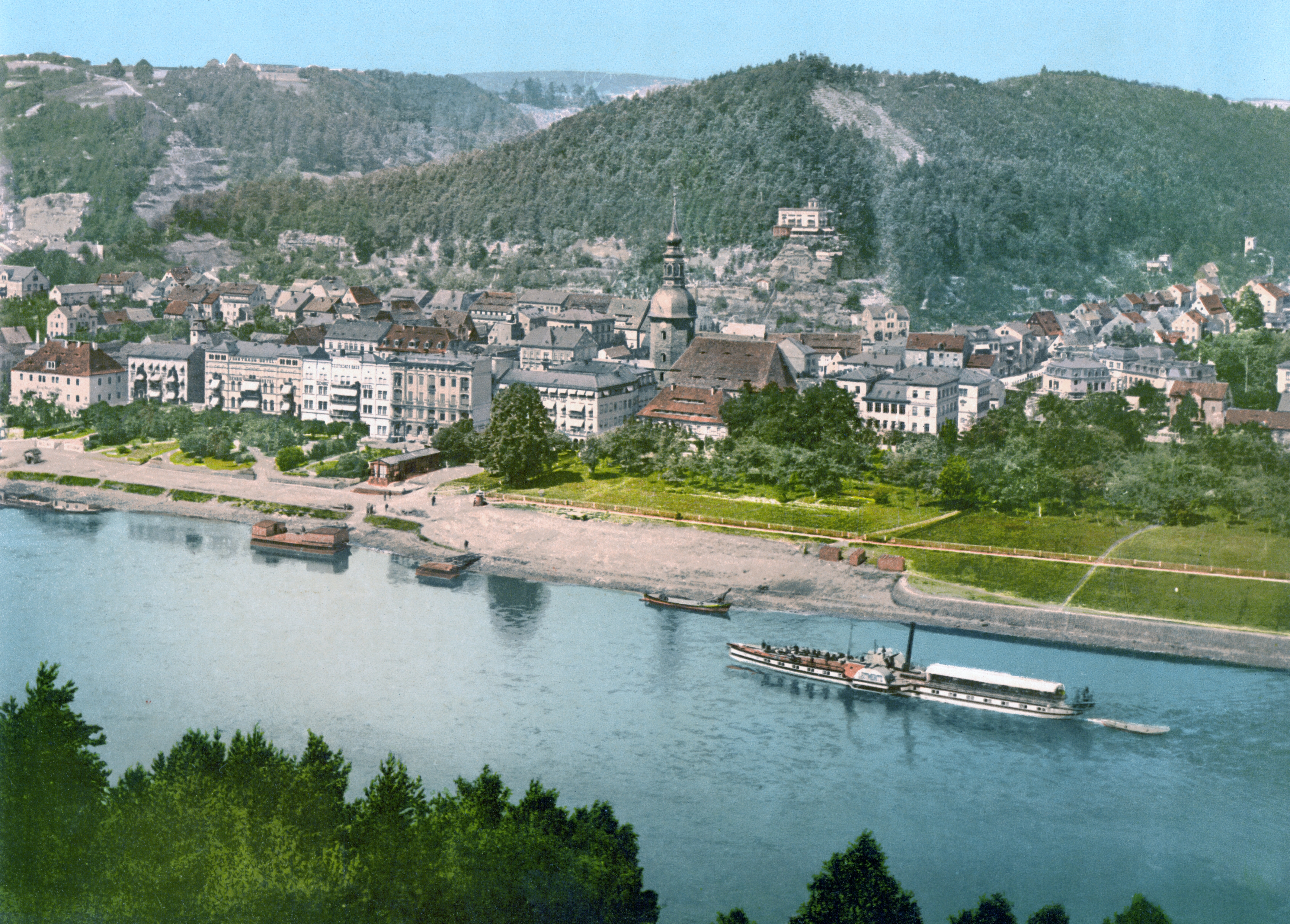
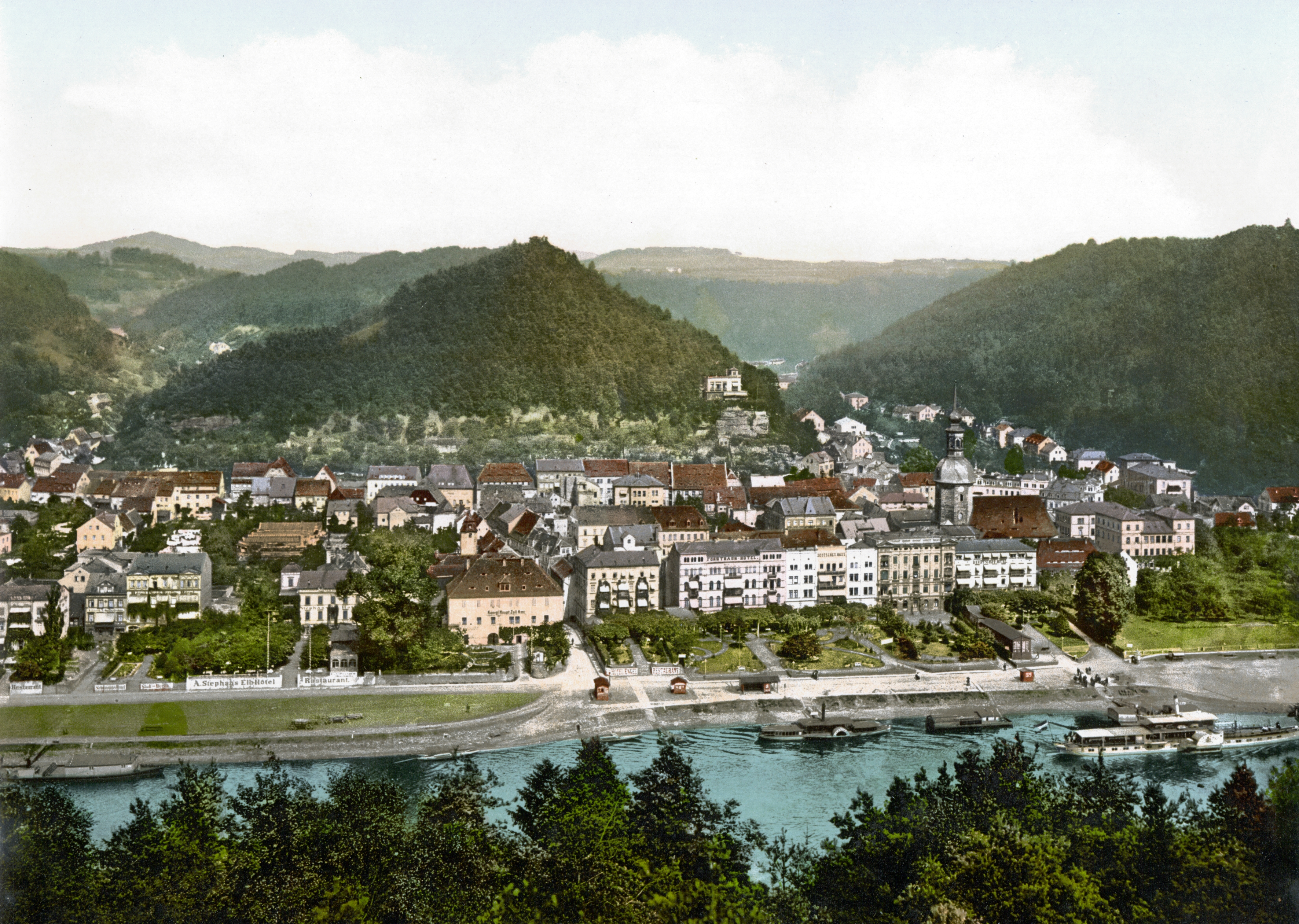
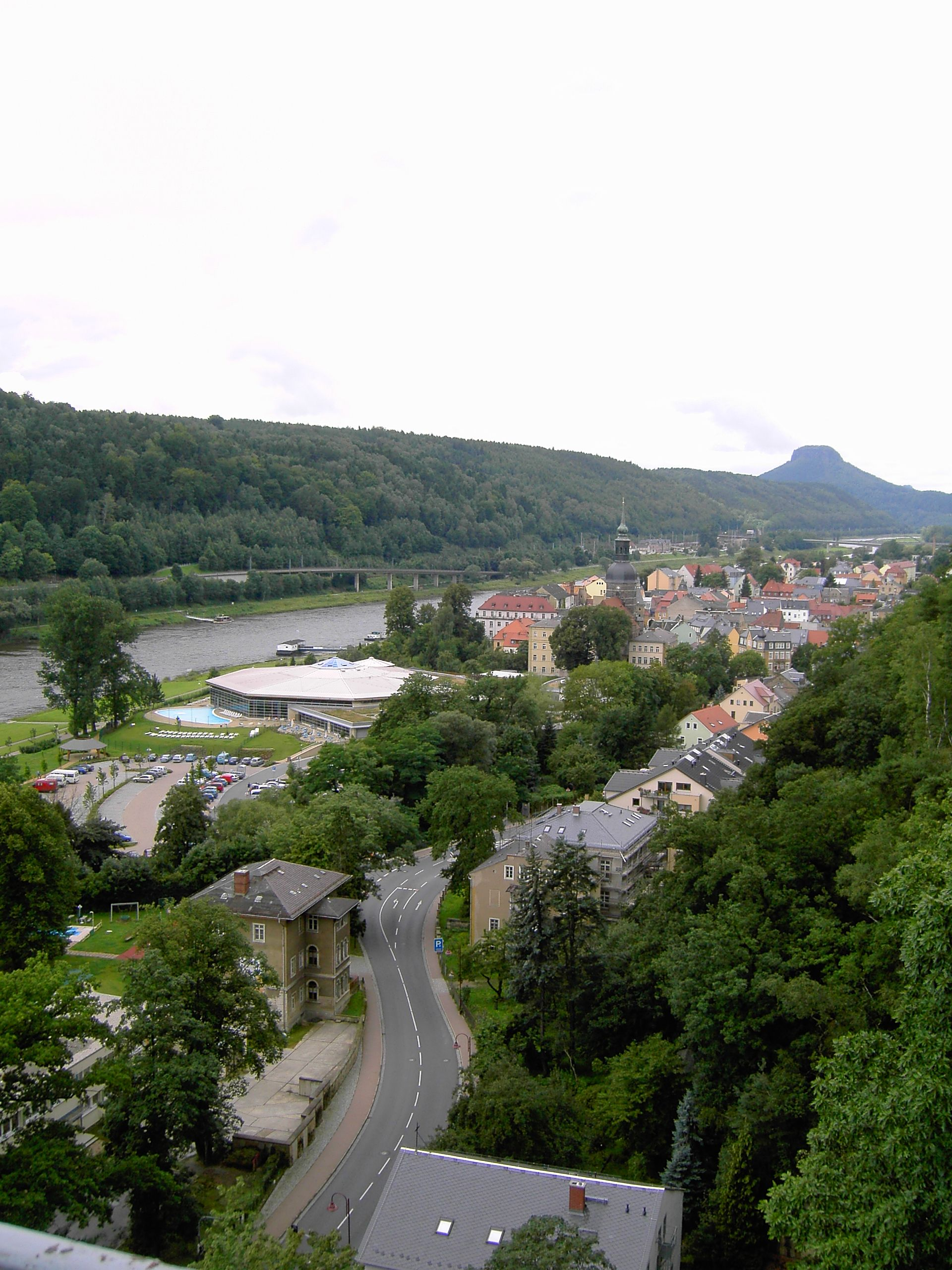
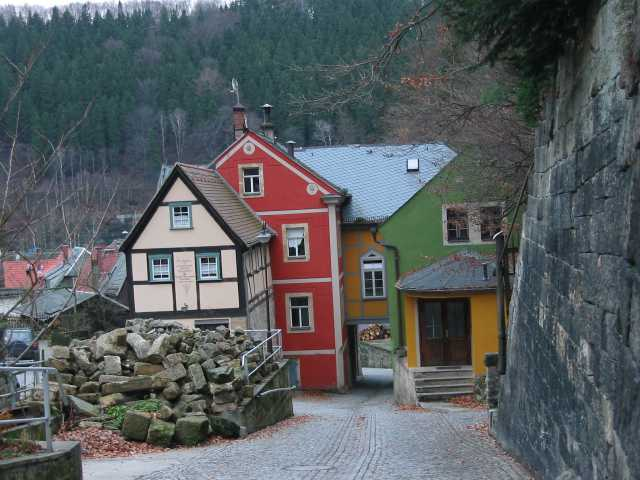
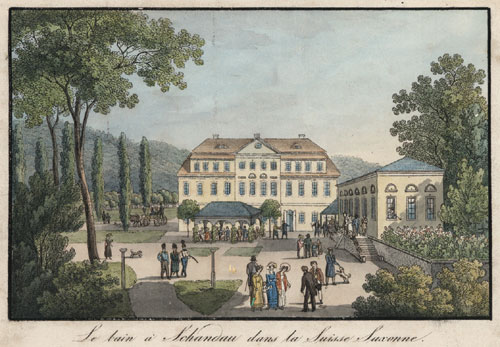
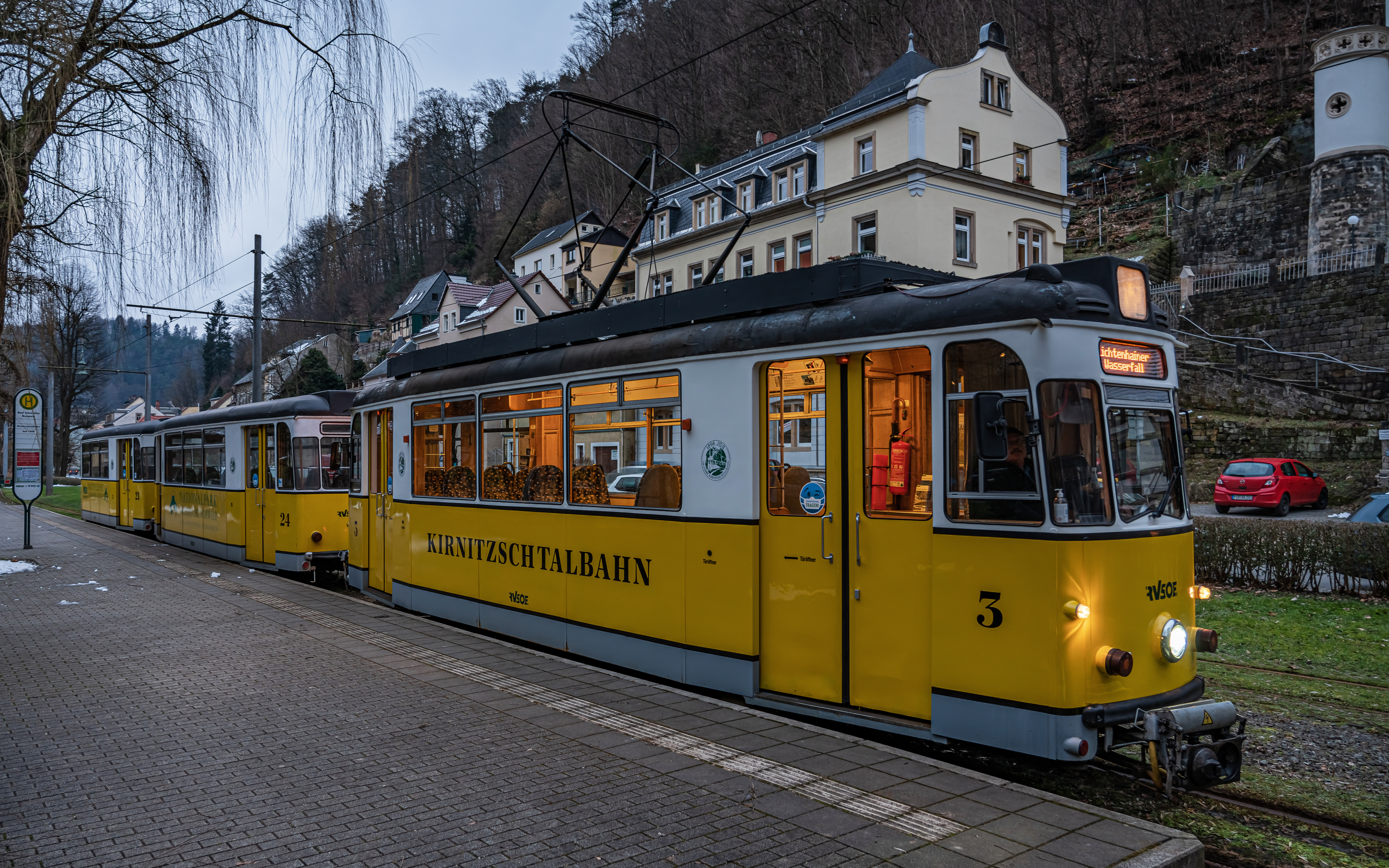
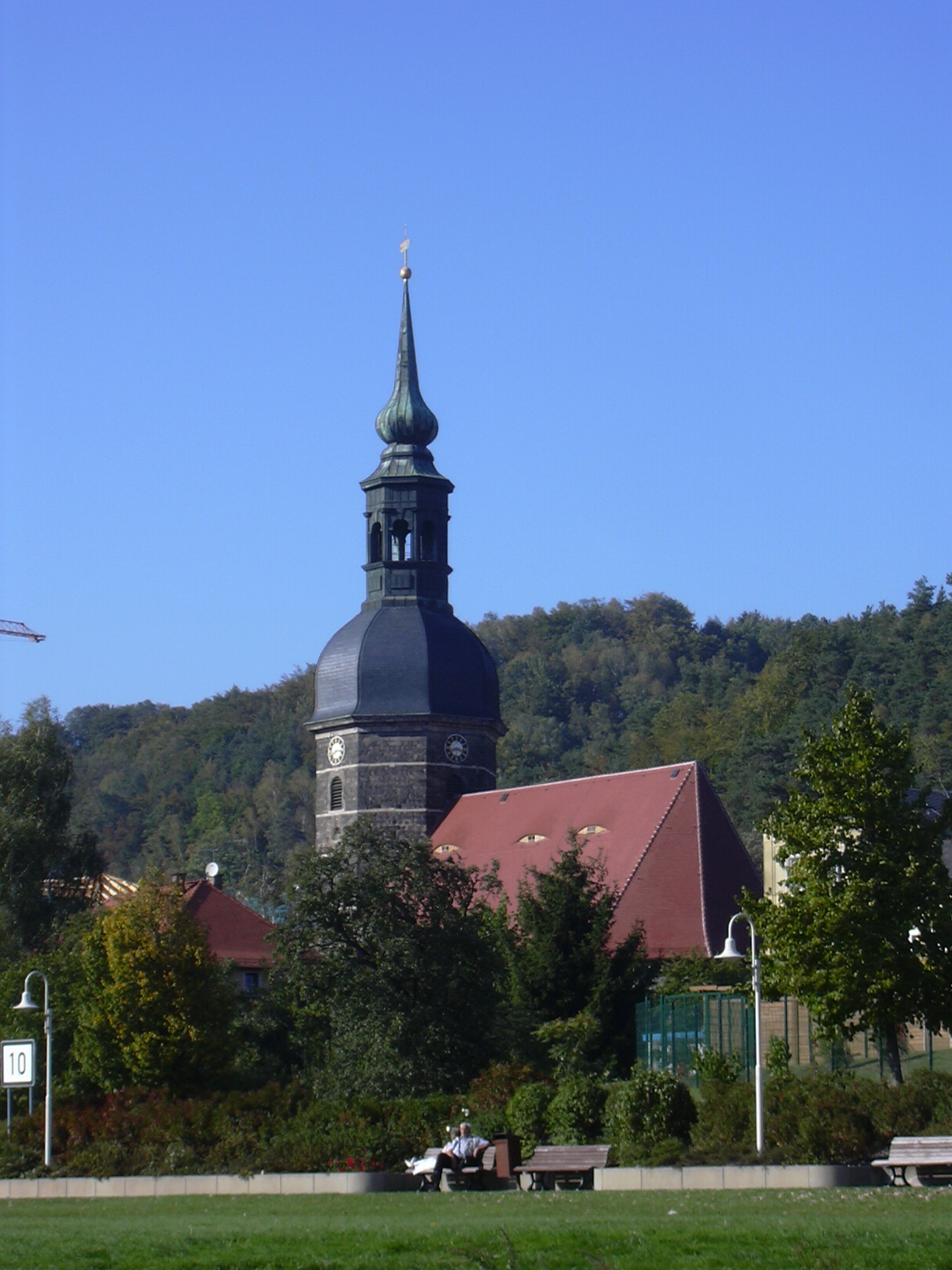
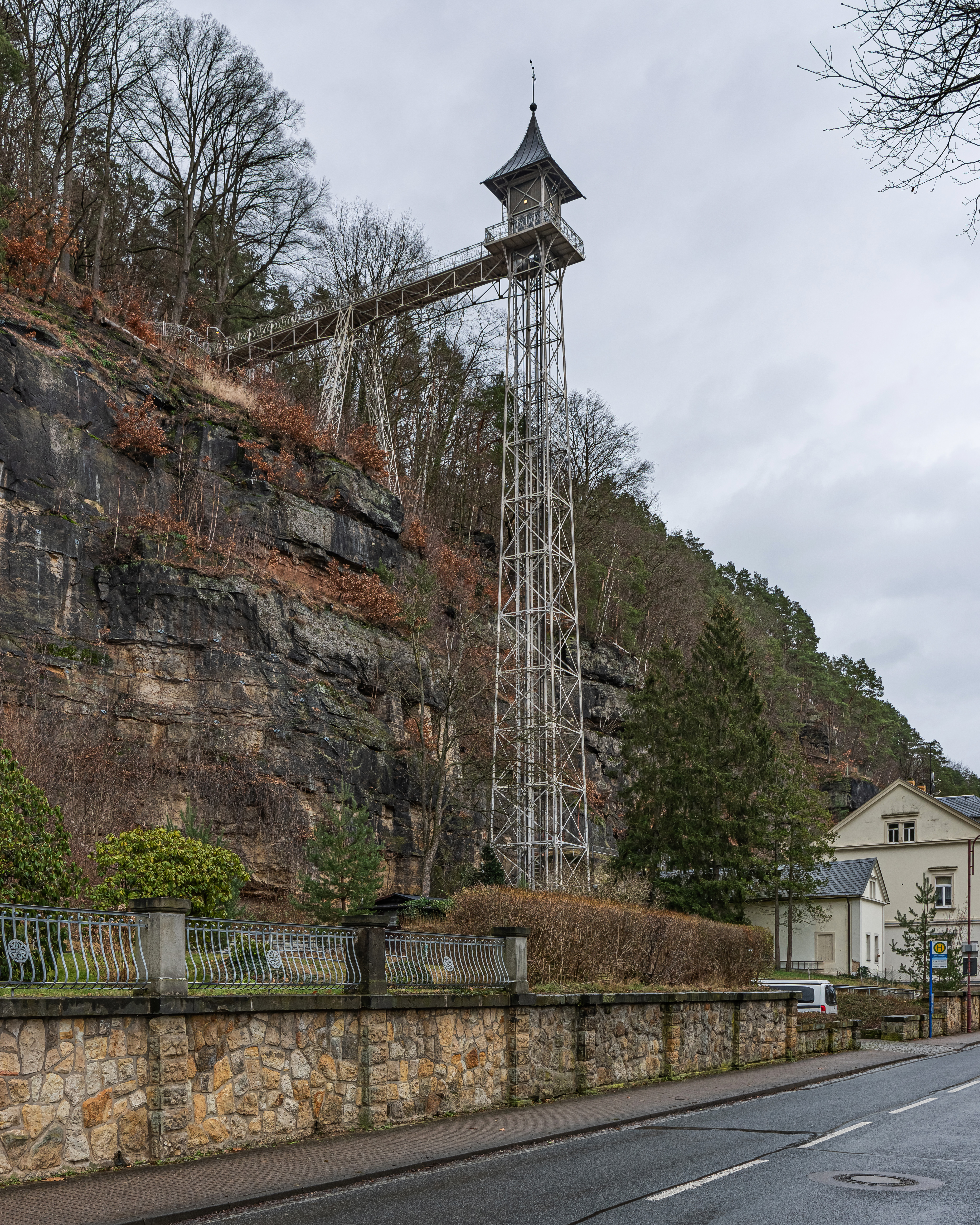
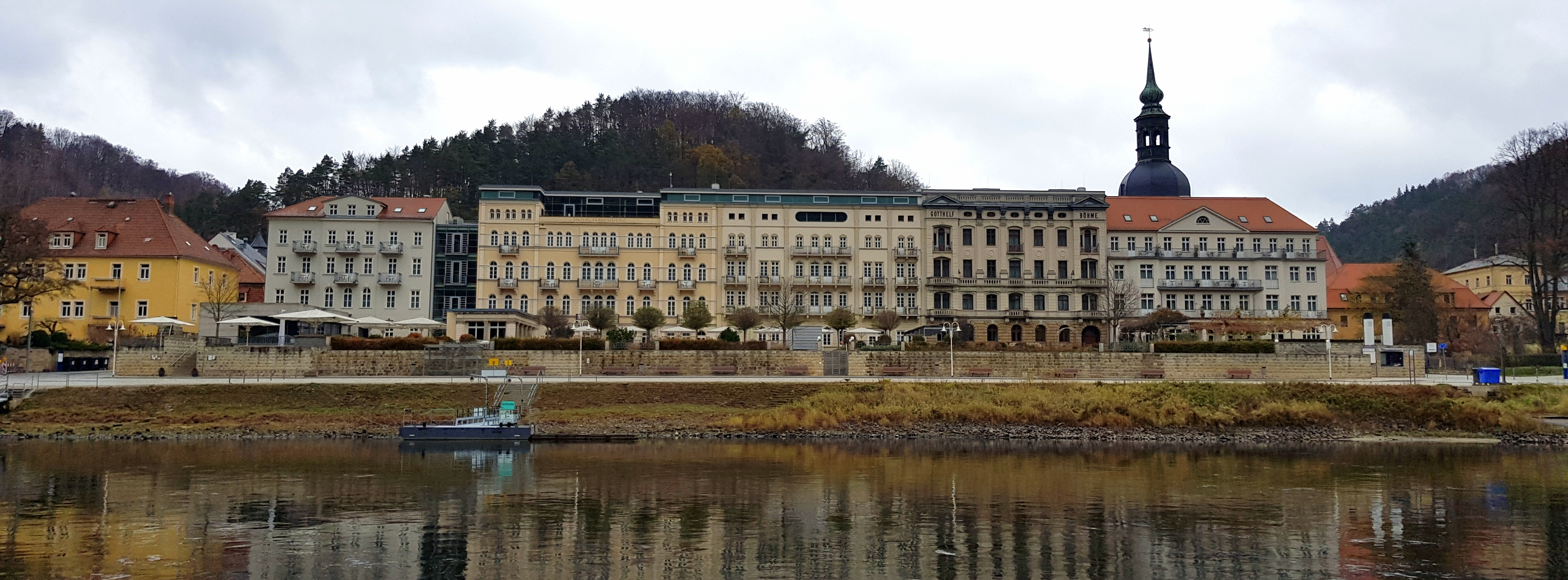
Бад-Шандау вид с реки